# Brzice
Brzice – czeska wieś w powiecie Náchod między rzeką Běluňka a Potokiem Válovickim, blisko drogi z wsi Chvalkovice do miast Úpice i Trutnov.

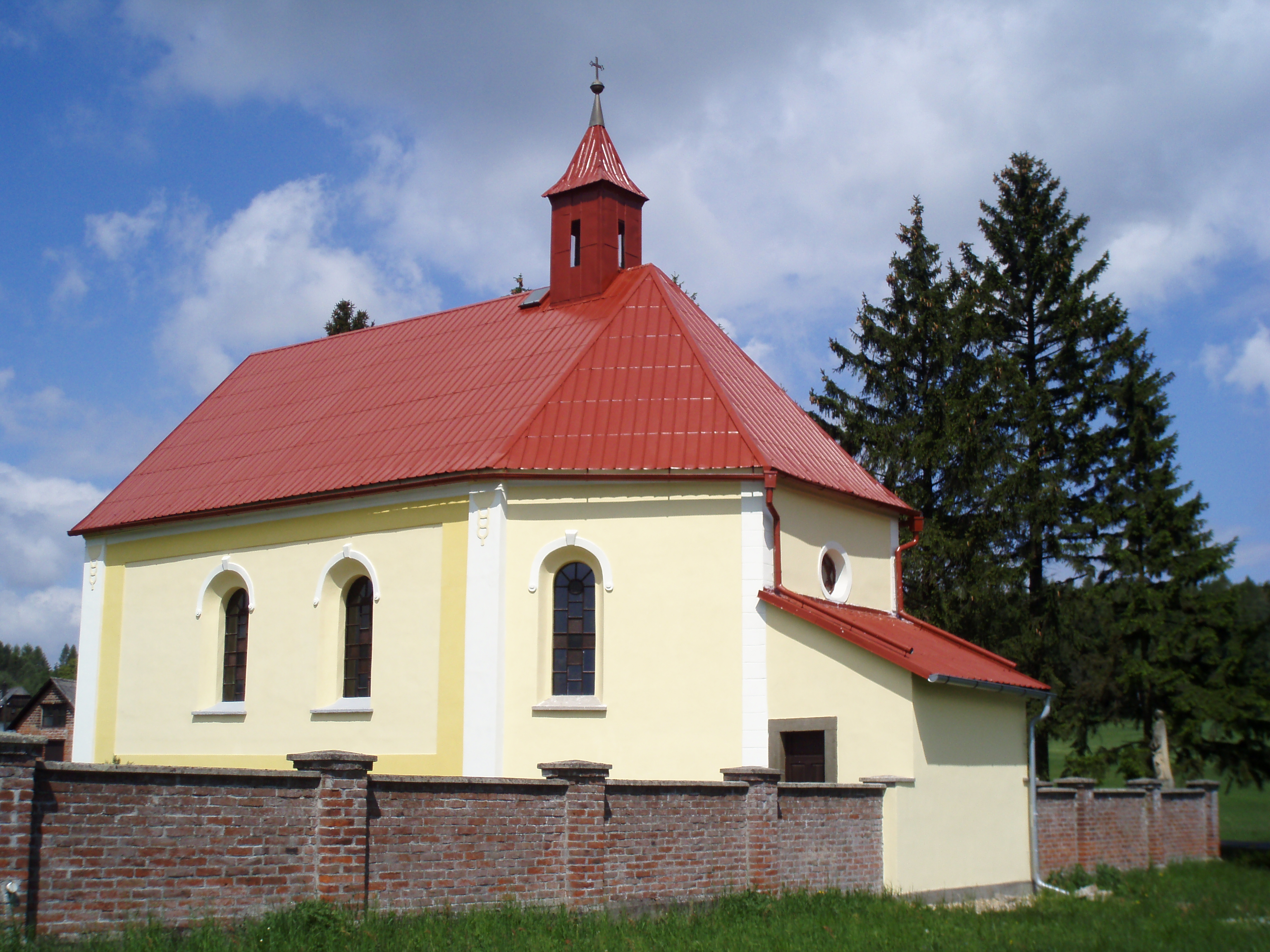
Kaplica cmentarna Św. Józefa w Prorubach

## Historia
Miejscowość była po raz pierwszy wzmiankowana w dokumencie z 1422 roku jako majątek rycerza Myslibora z Brzic. Wkrótce jednak stała się częścią majątku Smiřice. W XVI wieku stanowiła oddzielne dobra. Od połowy XVII wieku aż do 1848 należała do majątku Hoříněves. W 1850 r. do Brzic dołączono wsie Běluň, Grund, Harcov i Žďár. W 1881 r. zbudowano szkołę. Po reorganizacji terytorialnej w 1960 r. dołączono jeszcze wsie Komárov, Žlíbek i Proruby. W okresie 1938–1945 dzielnice Proruby i Komárov należały do III Rzeszy.

## Zabytki
- Kapliczka z 1764 r.
- Krzyż pokutny Na Chrbách
- Domy drewniane